# Хосфельд, Иоганн Вильгельм
Иоганн Вильгельм Хосфельд (нем. Johann Wilhelm Hoßfeld (Hossfeld); 1768—1837) — немецкий лесовод, математик и педагог.

## Биография
Иоганн Вильгельм Хосфельд родился 19 августа 1768 года в немецком городке Эпферсхаузене (Тюрингия) в семье школьного учителя. Его отец, который видел в нём своего преемника научил мальчика основам математики и латинского языка.
Получив должное образование, Хосфельд, с 1801 года стал преподавать математику в Дрейссигакерском лесном институте.
Его именем назван изобретенный им весьма простой и дешевый высотомер и специальную формулу для вычисления объёмов стволов деревьев.
Среди множества написанных им научных трудов, наиболее известны: «Niedere und höhere praktische Stereometrie, nebst eine gründliche Anweisung zum Taxation des Holz gehalts einzelner Bäume und Bestände und ganzer Wälder» (1812); «Reformation der Forstwissenschaft und die canonischen Lehren derselben, encyclopädisch abgefasst» (1820), «Die Forsttaxation nach ihrem ganzen Umfange» (2 ч., 1823—1825) и «Werthsbestimmung der einzelnen Waldprodukte, ganzen Wälder und der Waldservituten, nebst Ausgleichung der letzten» (1825 год).
Иоганн Вильгельм Хосфельд умер 23 мая 1837 года в Драйсигаккере.